# Arthur Forrest (żużlowiec)
Arthur Forrest (ur. 5 stycznia 1932 w Bradford, zm. 2000) – brytyjski żużlowiec.

## Życiorys
W latach 50. XX wieku należał do ścisłej światowej czołówki. Pięciokrotnie awansował do rozegranych na stadionie Wembley finałów indywidualnych mistrzostw świata, w latach: 1952 (IX miejsce), 1953 (VIII miejsce), 1954 (IX miejsce), 1955 (IX miejsce) oraz 1956 (brązowy medal).
Reprezentował barwy klubów Halifax Dukes (1949–1951), Bradford Tudors (1952–1957) oraz Coventry Bees (1958–1959). W 1959 r., w wieku zaledwie 26 lat, zakończył karierę sportową.